# Щедринець звичайний
Щедринець звичайний, лемботропіс чорніючий (Lembotropis nigricans) — вид рослин з родини бобові (Fabaceae), поширений у Європі, крім заходу й півночі.

## Опис
Кущ 30–100 см завдовжки. Листки трійчасті, з еліптичними голими зверху листочками 12–25 × 6–10 мм, які при сушінні чорніють. Квітки золотисто-жовті, зібрані на кінцях пагонів у безлисті колосовидно-китицеподібні суцвіття. Боби лінійно-ланцетні, 20–25 × 5 мм.

## Поширення
Поширений у Європі, крім заходу й півночі.
Вид трапляється в мезофітних чагарниках та лісах.
В Україні вид зростає у світлих і сухих лісах, чагарниках, лугових степах — у зх. ч. України до Дніпра.

## Охорона
Вид має живі колекції у майже 50 ботанічних садах у всьому світі.

## Використання
Lembotropis nigricans використовується як декоративний, але може стати бур'яном.